# Пяски (Равицький повіт)
Пя́ски (пол. Piaski) — село в Польщі, у гміні Мейська Ґурка Равицького повіту Великопольського воєводства.
Населення — 171 особа (2011).
У 1975—1998 роках село належало до Лешненського воєводства.

## Демографія
Демографічна структура станом на 31 березня 2011 року:
|          | Загалом | Допрацездатний вік | Працездатний вік | Постпрацездатний вік |
| -------- | ------- | ------------------ | ---------------- | -------------------- |
| Чоловіки | 88      | 21                 | 59               | 8                    |
| Жінки    | 83      | 10                 | 55               | 18                   |
| Разом    | 171     | 31                 | 114              | 26                   |